# Leonard Buczkowski

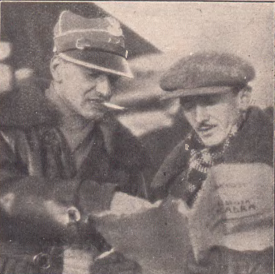
Janusz Meissner i Leonard Buczkowski na planie filmu "Gwiaździsta eskadra"

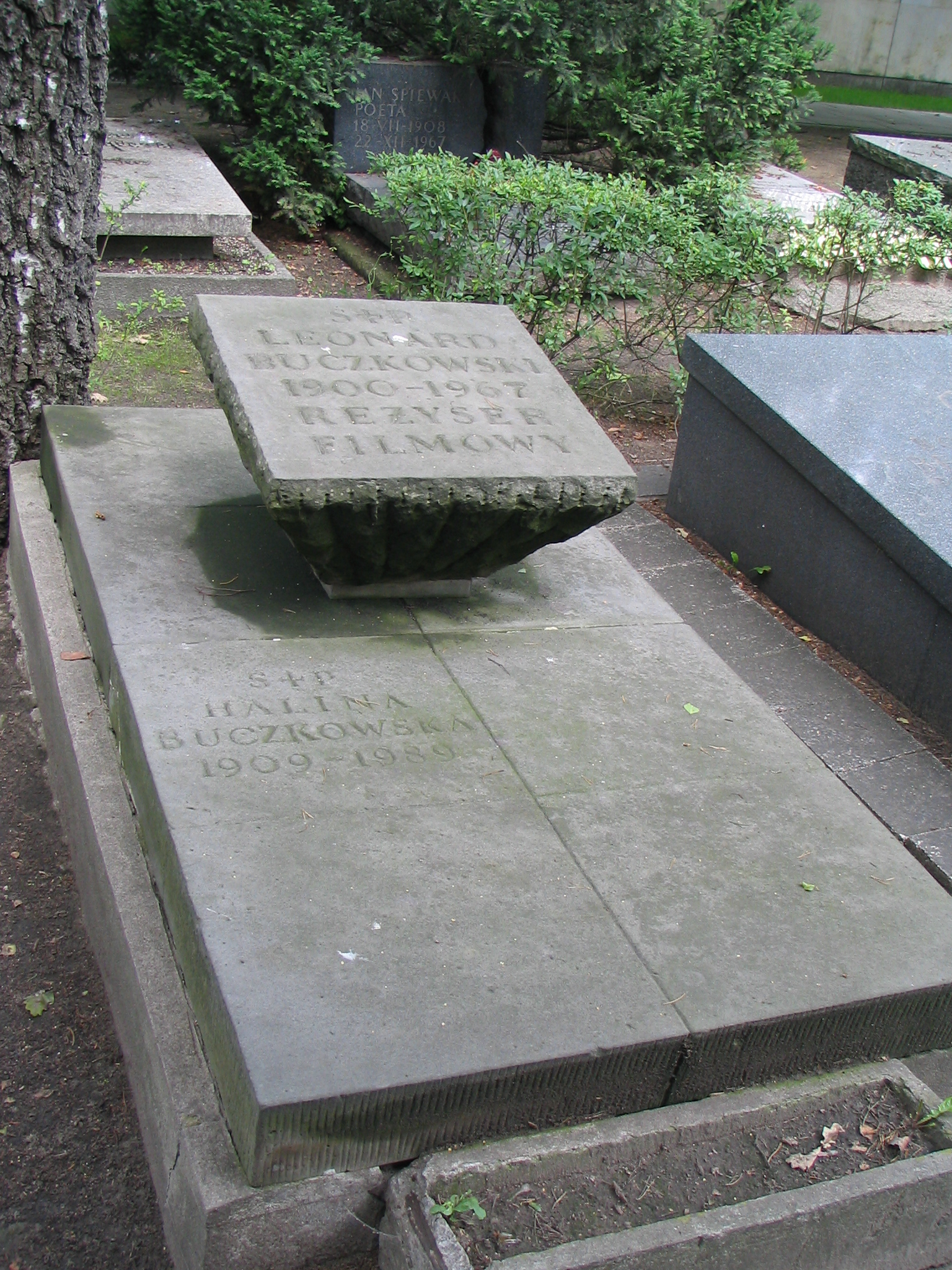
Grób Leonarda Buczkowskiego na Powązkach Wojskowych (Warszawa, 22 lipca 2008)

Leonard Buczkowski (ur. 5 sierpnia 1900 w Warszawie, zm. 19 lutego 1967 tamże) – polski reżyser i scenarzysta filmowy.

## Życiorys
Syn Władysława. Karierę filmową zaczął przed I wojną światową wystawiając amatorskie przedstawienia w cukierni swego ojca przy ul. Moniuszki w Warszawie. Po zdaniu egzaminu maturalnego w 1919 roku  został powołany do odbycia służby wojskowej w Wojsku Polskim. Na własną prośbę ukończył kurs mechaników lotniczych, służbę odbywał w 2. pułku lotniczym w Krakowie, gdzie przeszedł kurs pilotażu i poznał środowisko pilotów.
W 1921 roku zaangażował się w działalność awangardowego teatrzyku przy ul. Mokotowskiej. W latach 1920–1922 studiował aktorstwo w Dramatycznym Studio Filmowym Stanisławy Wysockiej, następnie zatrudnił się jako asystent reżysera u Wiktora Biegańskiego. Wystąpił jako aktor w kilku filmach fabularnych. Posługiwał się pseudonimem artystycznym Marian Leonard. Nakręcił również kilkanaście filmów krótkometrażowych, dzięki którym został zauważony jako reżyser.
Zadebiutował w 1928 roku niemym filmem Szaleńcy. Przed wojną zrealizował najdroższy polski film batalistyczny pt. Gwiaździsta eskadra. Film powstał w 1930 roku i opowiadał o grupie amerykańskich pilotów, którzy sformowali w Polsce tzw. Eskadrę Kościuszkowską i walczyli w szeregach armii polskiej w latach 1918–1920 podczas wojny polsko-bolszewickiej. Film miał premierę polską oraz światową i był dystrybuowany w kraju. Został kompletnie zapomniany, ponieważ wszystkie jego kopie zostały wywiezione lub zniszczone przez Rosjan po 1945 roku. Buczkowski zrealizował pierwszy po II wojnie światowej polski, pełnometrażowy film kinowy – Zakazane piosenki (1947). Był reżyserem pierwszej polskiej powojennej komedii – Skarb (1948). W 1954 wyreżyserował pierwszy polski film barwny Przygoda na Mariensztacie. Nakręcił też m.in. dramat wojenny Orzeł (1959) oraz film Smarkula (1963). Jego krótki film W chłopskie ręce zatrzymała cenzura.
Film Leonarda Buczkowskiego Sprawa pilota Maresza został w 1957 roku wybrany przez czytelników tygodnika „Film” najlepszym filmem w 1956 roku i uhonorowany Złotą Kaczką.
Był mężem aktorki Barbary Orwid. Pochowany na Cmentarzu Wojskowym na Powązkach w Warszawie (kwatera 2C-5-12).

## Filmografia

### Reżyser
- 1928 – Szaleńcy
- 1930 – Gwiaździsta eskadra
- 1932 – Szyb L-23
- 1935 – Rapsodia Bałtyku
- 1936 – Wierna rzeka
- 1936 – Straszny dwór
- 1938 – Florian
- 1939 – Biały Murzyn
- 1939 – Testament profesora Wilczura
- 1947 – Zakazane piosenki
- 1948 – Skarb
- 1951 – Pierwszy start
- 1954 – Przygoda na Mariensztacie
- 1956 – Sprawa pilota Maresza
- 1958 – Deszczowy lipiec
- 1959 – Orzeł
- 1961 – Czas przeszły
- 1963 – Smarkula
- 1964 – Przerwany lot
- 1966 – Marysia i Napoleon

### Аktor
- 1923 – Kule, które nie trafiają
- 1923 – Awantury miłosne panny D.

### Scenarzysta
- 1939 – Biały Murzyn
- 1956 – Sprawa pilota Maresza
- 1957 – Szkice węglem
- 1958 – Deszczowy lipiec
- 1959 – Orzeł
- 1961 – Czas przeszły
- 1963 – Smarkula
- 1966 – Marysia i Napoleon

## Odznaczenia i wyróżnienia
- Złoty Krzyż Zasługi (uchwałą Rady Państwa z 10 lipca 1954 za zasługi w pracy zawodowej w dziedzinie kinematografii)[6]
- 1954 – Wyróżnienie w Paryżu w konkursie na najlepszy film rozrywkowy dla dzieci dla filmu „Pierwszy start”[7].
- 1957 – Złota Kaczka (przyznawana przez pismo Film) w kategorii: najlepszy film polski za rok 1956 za film pt. Sprawa pilota Maresza
- 1967 – Wyróżnienie na Międzynarodowym Festiwalu Filmu Barwnego w Barcelonie za film pt. Marysia i Napoleon